# Kenji Cabrera
Kenji Giovanni Cabrera Nakamura (Shiga, 27 de enero de 2003) es un futbolista japonésperuano que juega como extremo izquierdo y su equipo actual es Vancouver Whitecaps de la Major League Soccer de los Estados Unidos y Canadá.

## Trayectoria

### Esther Grande de Bentín
De padre peruano y madre japonesa, Kenji fue formado en la academia Esther Grande de Bentín, llegando a convertir varios goles y participando en diversos torneos.

### F. B. C. Melgar
En 2019 llegó a las divisiones menores de FBC Melgar. Ese mismo año, participó de los Juegos Escolares junto a la Institución Educativa Talent School, en la cual se consagraron campeones.
Hizo su debut profesional el 16 de mayo de 2021 en un la derrota por 2-1 frente al Carlos A. Mannucci por la jornada 8 de la Liga 1 2021, entraría al minuto 73', sustituyendo a Jhonny Vidales; volvería a jugar tres partidos más sin mucha relevancia, terminaría la temporada con 4 partidos jugados.
Para la temporada 2022, empezaría a tener la confianza de Néstor Lorenzo. Brindó su primera asistencia ante Cuiabá en la fecha 6 de la fase de grupos de la Copa Sudamericana, partido que sirvió para que Melgar clasifique a los octavos de final. En la instancia de cuartos de final contra Internacional, tuvo una notable actuación en el partido de vuelta, marcando el primer penal de la tanda de penaltis, que finalmente ayudaría a que Melgar clasifique a las semifinales. Anotaría su primer gol como profesional en la fecha 15 del Torneo Clausura 2022, en la goleada 3-0 como local ante Ayacucho.

## Estadísticas

### Clubes
Actualizado de acuerdo al último partido jugado el 27 de mayo de 2025.
| Club | Div.          | Temporada     | Liga  | Liga  | Liga   | Copas nacionales(1) | Copas nacionales(1) | Copas nacionales(1) | Torneos internacionales(2) | Torneos internacionales(2) | Torneos internacionales(2) | Total | Total | Total  |
| Club | Div.          | Temporada     | Part. | Goles | Asist. | Part.               | Goles               | Asist.              | Part.                      | Goles                      | Asist.                     | Part. | Goles | Asist. |
| --- | ------------- | ------------- | ----- | ----- | ------ | ------------------- | ------------------- | ------------------- | -------------------------- | -------------------------- | -------------------------- | ----- | ----- | ------ |
| F. B. C. Melgar · Perú                                                                                         | 1.ª           | 2021          | 4     | 0     | 0      | 0                   | 0                   | 0                   | 0                          | 0                          | 0                          | 4     | 0     | 0      |
| F. B. C. Melgar · Perú                                                                                         | 1.ª           | 2022          | 20    | 1     | 2      | —                   | —                   | —                   | 8                          | 0                          | 1                          | 28    | 1     | 3      |
| F. B. C. Melgar · Perú                                                                                         | 1.ª           | 2023          | 30    | 2     | 3      | —                   | —                   | —                   | 5                          | 0                          | 1                          | 35    | 2     | 4      |
| F. B. C. Melgar · Perú                                                                                         | 1.ª           | 2024          | 28    | 4     | 6      | —                   | —                   | —                   | 1                          | 0                          | 0                          | 29    | 4     | 6      |
| F. B. C. Melgar · Perú                                                                                         | 1.ª           | 2025          | 13    | 5     | 2      | —                   | —                   | —                   | 10                         | 3                          | 2                          | 23    | 8     | 4      |
| F. B. C. Melgar · Perú                                                                                         | Total club    | Total club    | 95    | 12    | 13     | 0                   | 0                   | 0                   | 24                         | 3                          | 4                          | 119   | 15    | 17     |
| Total carrera                                                                                                  | Total carrera | Total carrera | 95    | 12    | 13     | 0                   | 0                   | 0                   | 24                         | 3                          | 4                          | 119   | 15    | 17     |
| (1)Incluye partidos correspondientes a la Copa Bicentenario. (2)Incluye Copa Libertadores y Copa Sudamericana. |               |               |       |       |        |                     |                     |                     |                            |                            |                            |       |       |        |

## Palmarés

### Títulos nacionales
| Título          | Club            | País | Año  |
| --------------- | --------------- | ---- | ---- |
| Torneo Apertura | F. B. C. Melgar | Perú | 2022 |

## Vida personal
A la par de su carrera como futbolista profesional, cursa la carrera de Administración de Empresas en la Universidad Tecnológica del Perú.